# バッドランズ国立公園

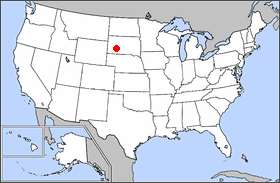
バッドランズ国立公園の位置

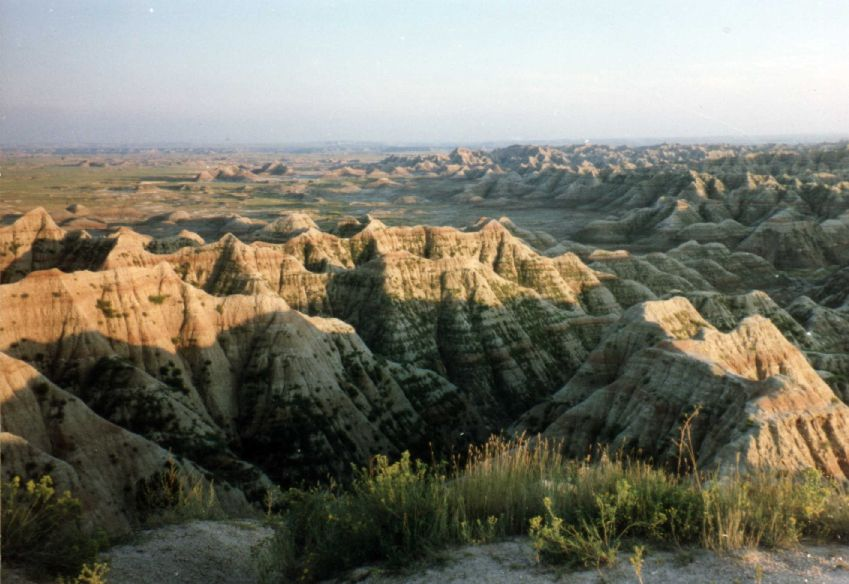
バッドランズ国立公園

バッドランズ国立公園（バッドランズこくりつこうえん、Badlands National Park）とはアメリカサウスダコタ州の南西部にある国立公園である。
プレーリーと呼ばれる大平原地帯の中にある岩山地帯で約244,000エーカー（924km2）の広さにある。広大で荒々しい岩山や丘が聳え立ち、プレーリーの大平原には、バッファロー（アメリカバイソン）が生息しており、国立公園の周囲にバッファローギャップ国有草原がある。プレーリードッグ、コヨーテ、プロングホーンなどの野生動物も生息している。
バッドランズとは、「悪い土地」又は「荒地」を意味する、スー族インディアンの言葉「マコシカ」を英訳したもので、およそ50万年の歳月をかけて水と風の浸食作用でできあがった奇妙な地形には、いくつもの崖や峡谷のほか、そそり立つ尖峰、根元が細く削られた岩、そして平坦な岩のテーブルなどこの地域の特徴的な風景が広がっている。生き物が暮らしていくのはほぼ不可能で、野ウサギの死体を捜すヒメコンドルを除けば、ほとんどいない。

## スー族とララミー砦条約

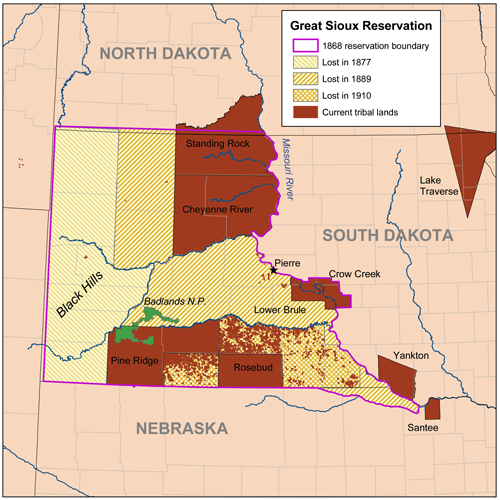
1868年の「第二次ララミー砦条約」で合衆国は、このバッドランズを含めたミズーリ川以西のダコタ地方を、「永久に彼らに与える」と条約で保証した。バッドランズは1889年に合衆国に強制没収された

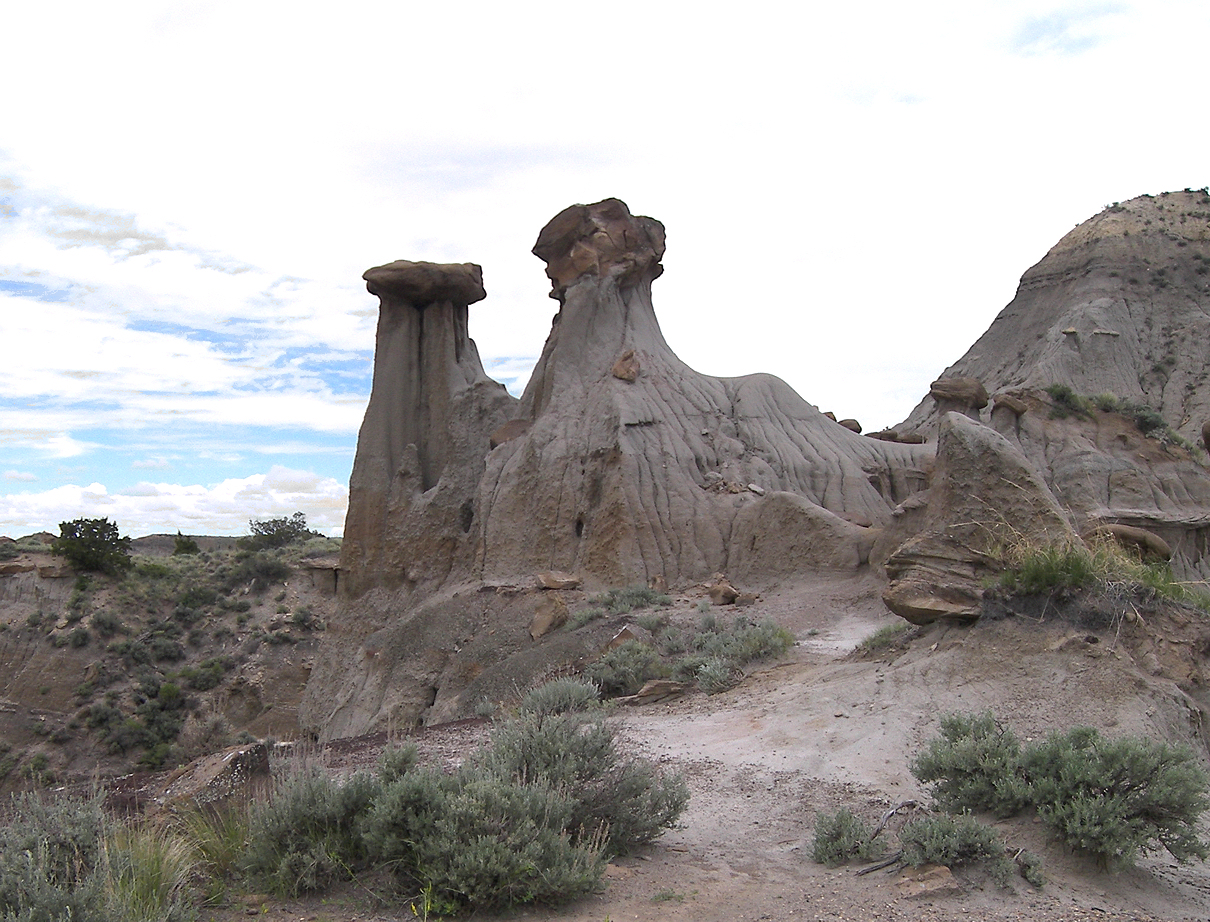
「マコシカの岩」

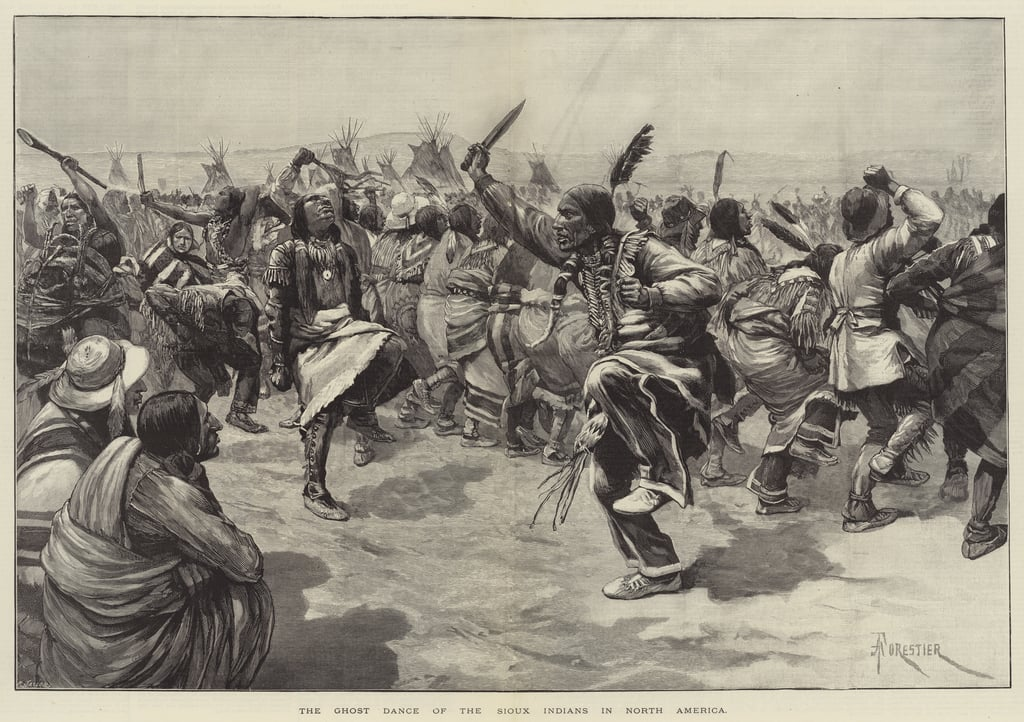
ゴーストダンス

この国立公園はもともとオグララ・スー族インディアンの保留地（Reservation）であり、国立公園の南部サウスユニット（南地区）にまたがっている。ストロングホールド・テーブルの付近はもともとスー族の領土であり、生活の場ではなく、儀式の聖地として崇められている。
1868年の「第二次ララミー砦条約」で合衆国はスー族に対し、バッドランズ一帯を「永久にスー族のものである」と保証した。しかし1889年にはこの条約は破られ、バッドランズは合衆国によって没収され、一方的に国立公園に組み入れられたのである。この条約破棄は合衆国最高裁判所によって1980年に違法判決がされていて、一帯は合衆国による公然不法占拠地となっている。
この地は19世紀末には、白人に追いつめられたスー族インディアンたちによって、「ゴーストダンス」と呼ばれる、バッファローや死者の魂を蘇らす儀式の場として盛んに使われた。1890年に最後のゴーストダンスが行われたあと、合衆国によってこの儀式は徹底禁止されたが、1960年代から始まったインディアンの権利回復運動である「レッド・パワー運動」によって儀式は復活した。

## バッドランズと化石
バッドランズは化石の宝庫である。恐竜の化石は見つからないが、3400万年前から2500万年前の漸新世の化石がたくさん眠っている事で知られており、1846年以来、ジョセフ・ライディー、オスニアル・マーシュ、ファーディント・バンデビーア・ヘイデンと言った著名な研究者がここで数千点の化石を発見してきている。1939年に国立記念物に指定され、化石層を守るため1978年に国立公園に指定された。
スー族はその神話伝説の中で、「ウンクテギラ」という巨大な怪獣を伝えている。同地で見つかる化石は、スー族はウンクテギラの体の一部としている。

## バッドランズとバッファロー
かつてバッファローを命の糧としたインディアンたちは、1992年4月に「部族相互野牛協同組合（ITBC）」を組織し、各地の国立公園で頭数規制のために屠殺される余剰のバッファローを引き取り、彼らの保留地でバッファローの繁殖育成を図る「バッファロー牧場」を開設した。
2007年10月には、この国立公園で毎年恒例のバッファローの全頭検査が行われ、441頭のバッファローのうち、同地のオグララ・スー族へ33頭（雄28頭、雌5頭）が寄贈された。
また、ノースダコタ州のスピリット湖畔スー族部族会議に94頭（雄52頭、雌42頭）、スタンディングロック・スー族部族会議に25頭（雄12頭、雌13頭）のバッファローが寄贈されている。

## 地理
- ノースユニット（北地区）

バッドランズ自然保護区があり、道路整備されている。
- サウスユニット（南地区）

未開拓でクニー・テーブル、ストロングホールド・テーブル、シープマウンテン・テーブルなどの台地がある。
国立公園へのアクセスはラピッドシティから車で90マイル（約1時間）で行ける。他にノースユニット（北地区）近くにウォールと言う町もある。
有名なポイント
- シーダーパス（Cedea Pass）
- ビッグフットパス（Bigfoot Pass）
- イエローマウンド（Yellow Mounds）
- ピナクルス展望台（Pinnacles Overlook）
- プレーリードッグタウン（Robrts Prairie Dog Town）
- 化石の道（Fossil Exhibit Trail）
- ビッグ・ピッグ・ディグの発掘現場